# Khan Malaythong
Khan "Bob" Malaythong (sinh 10 tháng 4 năm 1981 ở Vientiane, Lào) là 1 vận động viên cầu lông người Mĩ. Anh thi đấu cho đội tuyển Mĩ ở nội dung đánh đôi tại Thế vận hội Mùa hè 2008.
Malaythong đến Mĩ năm 8 tuổi. Malaythong kết hợp với Howard Bach ở nội dung đôi. Malaythong tốt nghiệp trường William Jefferson Palmer High School ở Colorado Springs, Colorado và Santa Ana College.

## Liên kết khác
1. ↑  "Asian Americans Going for the Gold in…". AsianWeek. Truy cập 2008-08-11.